# Galium arenarium
Espèce
Classification APG III (2009)
Le gaillet des sables (Galium arenarium) est une plante herbacée psammophyte vivace de la famille des Rubiacées.

## Présentation
Ce gaillet haut de 10 à 30 cm fleurit en juin. Ses fleurs sont d'un jaune vif.

## Distribution
En France, le long des côtes atlantique et de la Manche depuis les Landes jusqu'au département de la Manche. 